# Vince Coleman
Pour les articles homonymes, voir Coleman.
Vincent Maurice Coleman (né le 22 septembre 1961 à Jacksonville, Floride, États-Unis) est un ancien voltigeur de gauche des Ligues majeures de baseball.
Coleman a joué de 1985 à 1997, principalement pour les Cardinals de Saint-Louis et les Mets de New York.
Il fut sélectionné deux fois pour le match des étoiles et occupe après la saison 2014 le 6e rang de l'histoire du baseball majeur au chapitre des buts volés en carrière. Il a d'ailleurs été six fois champion voleur de buts, de 1985 à 1990.
En 2015, Coleman est engagé par les White Sox de Chicago comme instructeur.

## Carrière

### Ligues mineures
En 1983, Vince Coleman établit un record du baseball professionnel pour le nombre de buts volés en une année, avec 145 pour les Redbirds de Macon de la South Atlantic League, un club des ligues mineures. La marque tient jusqu'en 2012, lorsqu'elle est dépassée par les 155 buts volés de Billy Hamilton,

### Ligues majeures

#### Cardinals de Saint-Louis
Vince Coleman fait des débuts remarqués dans les majeures en 1985. Il vole 110 buts, pulvérisant le record du plus grand nombre de larcins par un joueur recrue. La marque précédente était de 75, détenue par Benny Kauff depuis 1914. Le jeune joueur des Cardinals fut unanimement élu recrue de l'année 1985.
Les Cards remportent le championnat de la division Est en 1985. En Série de championnat contre Dodgers de Los Angeles, Coleman se blesse dans un accident bizarre avant le match #4, une machine servant à étendre une bâche pour protéger le terrain du Busch Memorial Stadium en cas de pluie lui écrasant la jambe. Il ne reviendra pas au jeu et ne participera pas à la Série mondiale 1985, perdue par Saint-Louis.
Coleman vola 107 et 109 buts au cours des deux saisons suivantes. En 1987, il établit des sommets personnels pour le nombre de coups sûrs (180), de points marqués (121) et de points produits (43). Le nombre total de points produits de Coleman en carrière (346) est relativement bas, mais il fut généralement employé comme premier frappeur du rôle offensif en raison de sa grande rapidité, perdant de cette manière de nombreuses occasions de faire marquer des points. Il compte en revanche 849 points marqués en 1371 parties dans les majeures.
En 1987, Saint-Louis retourne en finale mais perd contre Minnesota. Coleman ne frappe que pour, 143 dans les sept matchs de cette série mondiale.
En 1990, il présente sa moyenne au bâton la plus élevée pour une saison, soit, 292. Il participe au match des étoiles du baseball majeur pour la formation de la Ligue nationale en 1988 et 1989. Il est le champion voleur de buts de 1985 à 1990, devenant l'un des quatre joueurs seulement dans l'histoire des majeures à se classer premier dans cette catégorie pendant six saisons d'affilée (les autres étant Rickey Henderson, Luis Aparicio et Maury Wills). Coleman, Henderson, Wills et Lou Brock sont les seuls dans l'histoire à avoir volé plus de 100 buts en une seule saison.

#### Après Saint-Louis
Le 5 décembre 1990, Coleman quitte les Cards et signe comme agent libre avec les Mets de New York. Son salaire, qui était légèrement supérieur à un million de dollars par saison, triple et dépasse les 3 millions. Mais ses performances déclinent et il ne sera jamais plus le joueur qu'il avait été à Saint-Louis. Son passage chez les Mets est aussi marqué par une série d'incidents et de controverses.
En 1991, il soulève l'ire de plusieurs Afro-Américains en témoignant de son indifférence envers Jackie Robinson (« I don't know nothing about no Jackie Robinson »). La veuve de Robinson, premier joueur Noir à briser les barrières raciales aux États-Unis et à jouer dans les majeures, répliqua en disant : « J'espère qu'il apprendra et sera embarrassé de sa propre ignorance. »
Plus tard durant l'année, Coleman fait partie de trois joueurs des Mets mentionnés dans une affaire de viol, mais les accusations seront éventuellement abandonnées. Les Mets essaient de l'échanger, d'autant plus qu'il est souvent absent du jeu en raison de blessures, mais ont du mal à trouver preneur en raison de sa réputation et de son salaire très élevé.
En avril 1993, il blesse un coéquipier, le lanceur Dwight Gooden, avec un bâton de golf, en pratiquant imprudemment son swing dans le vestiaire.
En juillet 1993, il lance un pétard allumé sur des partisans dans le stationnement du Dodger Stadium de Los Angeles. Trois personnes sont blessées, incluant une fillette de deux ans, touchée à l'œil, au visage et à la main. Coleman sera accusé et condamné à 200 heures de travaux communautaires, 1 000 dollars d'amende et 3 années de probation. Les Mets le suspendent pour le reste de la saison. C'est la goutte qui fait déborder le vase pour les Mets : le 5 janvier 1994, ils l'expédient chez les Royals de Kansas City en acceptant de verser à ces derniers 500 000 dollars pour payer un sixième de son salaire annuel, et reçoivent en retour le voltigeur Kevin McReynolds, persona non grata à Kansas City après une saison de mauvaises performances et de disputes avec le gérant Hal McRae.
En une année et demie à Kansas City, Coleman vole 76 buts en 179 parties. Il est cédé en août 1995 aux Mariners de Seattle. En 1996, il joue pour les Reds de Cincinnati, qui le congédient en juin. Il se trouve un nouveau contrat avec les Angels de la Californie mais ne portera jamais les couleurs de cette équipe, puis termine sa carrière en 1997 avec 14 présences au bâton sans le moindre coup sûr chez les Tigers de Detroit.

## Après-carrière
En janvier 2015, les White Sox de Chicago engagent Vince Coleman comme instructeur. Il est chargé d'enseigner la course sur les buts aux joueurs des White Sox ainsi qu'à ceux de leurs clubs affiliés en ligues mineures.